# ايلشهر (بوشكان)
ايلشهر (بالفارسية: ایلشهر) هي قرية تقع في إيران في قسم بوشكان الريفي. يقدر عدد سكانها بـ 525 نسمة بحسب إحصاء 2016.